# Șîpivți, Zalișciîkî
Șîpivți (în ucraineană Шипівці) este o comună în raionul Zalișciîkî, regiunea Ternopil, Ucraina, formată numai din satul de reședință.

## Demografie
Componența lingvistică a comunei Șîpivți
     Ucraineană (99,44%)
     Alte limbi (0,56%)
Conform recensământului din 2001, majoritatea populației comunei Șîpivți era vorbitoare de ucraineană (99,44%), existând în minoritate și vorbitori de alte limbi.